# کرگ وینز
کرگ وینز (انگلیسی: Craig Wayans؛ زادهٔ ۲۷ مارس ۱۹۷۶) بازیگر، کمدین، فیلم‌نامه‌نویس و تهیه‌کننده تلویزیونی اهل ایالات متحده آمریکا است.